# San Francesco Saverio del Caravita
San Francesco Saverio del Caravita, emellanåt benämnd Oratorio del Caravita, är en kyrkobyggnad i Rom, helgad åt den helige Frans Xavier. Kyrkan är belägen vid Via del Caravita i Rione Pigna och tillhör församlingen Santa Maria in Aquiro.
Prästen Pietro Gravita lät år 1631 på denna plats uppföra ett oratorium.

## Beskrivning
Fasaden har två våningar. Entablementets fris bär följande inskription:
Själva kyrkorummet föregås av en vestibul. Taket i denna vestibul är freskmålat av Lazzaro Baldi och framställer scener ur den helige Frans Xaviers liv. Högaltarmålningen Den heliga Treenigheten och Frans Xavier är ett verk av Sebastiano Conca. Målningen Madonna della Pietà är attribuerad åt Baldassare Peruzzi. Rummet ovanpå vestibulen hyser stuckarbeten av Giovanni Battista Maini och en målning av Gaetano Sottino.